# شخملو
شخملو هي قرية في مقاطعة كليبر، إيران. عدد سكان هذه القرية هو 48 في سنة 2006.